# دينيس أغري
دينيس أغري مواليد 10 مارس 1988 في صوفيا، هو لاعب كرة سلة بلغاري. بدأ مسيرته الاحترافية في سنة 2011. يلعب كلاعب وسط. لعب مع نادي سبارتاك بليفين ونادي أكاديميك لكرة السلة في الدوري البلغاري الوطني لكرة السلة.

## روابط خارجية
- دينيس أغري على موقع كرة السلة الأوروبية.كوم (الإنجليزية)
- دينيس أغري على موقع كلية كرة السلة في سبورتس رفرنس.كوم (الإنجليزية)
- دينيس أغري على موقع ريلجم (الإنجليزية)
- دينيس أغري على موقع بروبوليرز (الإنجليزية)